# Nicola Beer
Nicola Beer (Wiesbaden, 23 gennaio 1970) è una politica tedesca, dal 2019 al 2023 Vicepresidente del Parlamento europeo e vicepresidente della Banca europea per gli investimenti.

## Carriera
Si iscrive alla FDP nel 1991. Viene eletta per la prima volta al Landtag dell'Assia nel 1999, tra il 2008 e il 2009 è la vicecapogruppo dell'FDP all'interno del landtag. Tra il 2009 e il 2014 ricopre anche all'interno dei Governi dell'Assia di Roland Koch e Volker Bouffier le cariche di ministro per gli affari europei e ministro dell'istruzione e della cultura. Nel dicembre 2013 viene nominata dal leader Christian Lindner segretario generale dell'FDP ottenendo l'84,37% dei voti, viene poi confermata dalle convention anche nel maggio 2015 (88,4% dei voti) e nell'aprile 2017 (79,54% dei voti).
Alle elezioni federali del 2017 viene eletta al Bundestag e fa parte della delegazione dell'FDP nel corso delle trattative, poi fallite, per la formazione del nuovo Governo con la CDU e la CSU.
Nel settembre 2018 annuncia la sua candidatura come capolista dell'FDP alle elezioni europee del 2019, nelle quali viene eletta al Parlamento europeo. Il 3 luglio 2019 viene eletta Vicepresidente del Parlamento europeo.
Nell'aprile 2023 il ministro tedesco delle finanze Christian Lindner presentò il suo nominativo per il ruolo di vicepresidente della Banca europea per gli investimenti. Il 15 dicembre 2023 la nomina di Beer fu confermata. Contestualmente è cessato il suo mandato al Parlamento europeo con il 31 dicembre 2023.

## Vita privata
Nicola Beer è protestante, sposata e madre di due gemelli.  Nel 2018 ha sposato l'avvocato e ex direttore generale della Camera di commercio e industria tedesco-ungherese Jürgen Illing.  Il matrimonio si è svolto a Budapest nel settembre 2018 ed è stato tenuto dal pastore della Chiesa riformata Zoltán Balog, amico del marito ed ex ministro del governo di Viktor Orbán.